# Стрибијана (Варезе)
Стрибијана је насеље у Италији у округу Варезе, региону Ломбардија.
Према процени из 2011. у насељу је живело 102 становника. Насеље се налази на надморској висини од 367 м.